# Blitzkrieg (videogioco)
Blitzkrieg è un videogioco del 2003 sviluppato da Nival Interactive e pubblicato da CDV Software Entertainment.
Si tratta di uno strategico in tempo reale basato sulla seconda guerra mondiale. Il gioco è diviso in 3 campagne: alleata, tedesca e sovietica a loro volta suddivise in capitoli, composti da 3 missioni casuali: facili, normali o difficili, in grado di potenziare l'esercito prima della battaglia storica, che chiude il capitolo. Vi sono 200 tipi di unità e più di 80 missioni. Il gioco è stato arricchito da diverse espansioni (da Burning Horizon a Rolling Thunder).

## Modalità di gioco
Nel gioco sono presenti tre modalità: la campagna, il multiplayer e la partita personalizzata. Blitzkrieg si concentra su tre importanti campagne, il quale presenta le principali fazioni che combatterono durante la seconda guerra mondiale. Gli Alleati (con le campagne americane e britanniche), i Tedeschi e i Sovietici. In ogni campagna si tenta di ricostruire cronologicamente i periodi bellici dell'epoca, tramite l'introduzione di più capitoli a campagna.